# La rosa profunda
La rosa profunda es un libro de poesía del escritor argentino Jorge Luis Borges. Fue publicado por Emecé, en 1975. El volumen reúne treinta y seis poemas escritos entre 1972 y 1975. Diecinueve de ellos son sonetos.
Para Borges, la rosa es la rosa de los poetas, la invisible rosa de Milton, símbolo del mundo y la eternidad. 
El libro está recorrido por los temas habituales en la obra borgeana: el destino, los espejos, las sombras del pasado.